# Municipio de Lovelace
El municipio de Lovelace (en inglés: Lovelace Township) es un municipio ubicado en el  condado de Wilkes en el estado estadounidense de Carolina del Norte. En el año 2010 tenía una población de 719 habitantes.

## Geografía
El municipio de Lovelace se encuentra ubicado en las coordenadas 36°5′59.48″N 81°2′3.28″O / 36.0998556, -81.0342444.